# 2000 ON67
2000 ON67, também escrito como 2000 ON67, é um objeto transnetuniano (TNO) que está localizado no cinturão de Kuiper, uma região do Sistema Solar. Este corpo celeste é classificado como um cubewano. Ele possui uma magnitude absoluta (H) de 6,5 e, tem um diâmetro estimado com cerca de 221 km, por isso existem poucas chances que o mesmo possa ser classificado como um planeta anão, devido ao seu tamanho relativamente pequeno.

## Descoberta
2000 ON67 foi descoberto no dia 31 de julho de 2000 pelos astrônomos Marc W. Buie e S. D. Kern.

## Órbita
A órbita de 2000 ON67 tem uma excentricidade de 0.031 e possui um semieixo maior de 42.955 UA. O seu periélio leva o mesmo a uma distância de 41.626 UA em relação ao Sol e seu afélio a 44.284.